# SS-Standarte Kurt Eggers

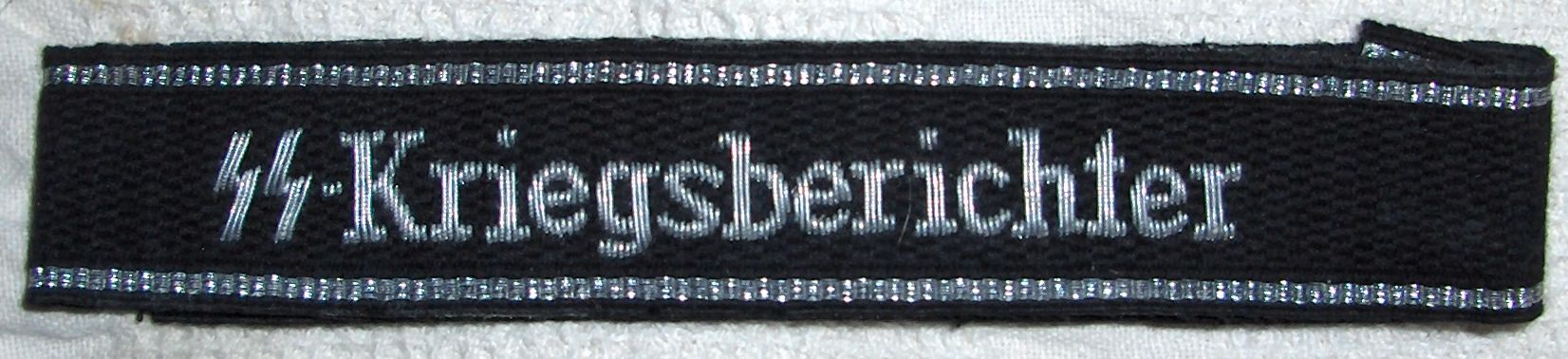
Ärmelstreifen der SS-Kriegsberichter

Die SS-Standarte Kurt Eggers war eine Propagandatruppe der Waffen-SS.

## Geschichte
Die Einheit wurde im Januar 1940 als SS-Kriegsberichter-Kompanie aufgestellt. Ihre Züge, bestehend aus Kriegsberichtern, häufig gelernte Journalisten und auch Schriftsteller, waren den kämpfenden Einheiten der Waffen-SS zugeteilt. Im August 1941 wurde die Kompanie zur SS-Kriegsberichter-Abteilung.  Seit dem Beginn des Russlandfeldzuges gab es zahlreiche Frontverbände der Waffen-SS; dafür wurden mehr Kriegsberichterstatter als zuvor benötigt.
Am 31. Oktober 1943 wurde die Einheit nach dem im August 1943 gefallenen Schriftsteller Kurt Eggers benannt.
In der Standarte dienten auch ausländische Freiwillige der Waffen-SS, darunter der US-Amerikaner Martin James Monti sowie die Briten Benson Railton Metcalf Freeman, John Leister, der Sohn des Dichters Knut Hamsun, Arild Hamsun, der Sohn des isländischen Staatspräsidenten Björn Björnsson und Francis Paul Matton. Einheitsführer war SS-Standartenführer Gunter d’Alquen.
1943 betrug die Einheitsstärke 141 Mann und erhöhte sich bis 1944 auf 1180 Mann.
Ein Mitglied der SS-Standarte Kurt Eggers wurde wegen Kriegsverbrechen verurteilt: Karl Gustav Lerche wurde 1955 wegen der Erschießung eines britischen Kriegsgefangenen zu zehn Jahren Gefängnis verurteilt. Das Verbrechen ereignete sich am 24. September 1944 nach einem Trinkgelage von SS-Offizieren in der Unterkunft der SS-Einheit Skorpion-West in Arnhem.
Zur Untereinheit Südstern der SS-Standarte Kurt Eggers, welche bis 1945 in Italien tätig war, gehörte der spätere Gründer und Chefredakteur des Magazins Stern, Henri Nannen. Auch Willem Sassen, der in Argentinien Tonaufnahmen von Adolf Eichmann anfertigte und die Transkripte unter anderem dem Stern verkaufte, gehörte der Standarte an.
Ebenfalls als Kriegsberichterstatter waren der Journalist Hermann Pirich, der Schriftsteller und Journalist Joachim Fernau sowie der Maler Wilhelm Petersen in der Standarte tätig. Zur SS-Standarte gehörte auch der Reichsfilmdramaturg Carl-Dieter von Reichmeister.

## Gliederung
Stab
- Adjutant
- Verbindungsoffizier bei SS-FHA und OKW
- Ordonnanzoffizier
- Standarteingenieur
- Zensuroffizier
- Gruppenleiter Ausland
- Gruppenleiter Wort
- Gruppenleiter Bild
- Gruppenleiter Film
- Referatsleiter Film
- Gruppenleiter Rundfunk
- Gruppenleiter RF Technik (RF = Rundfunk)
- Gruppenleiter RF Sendung
- Gruppenleiter Zeichen

Abteilung Verwaltung
- Unterkunftsverwaltung

Gruppe Wort
- Verbindungsführer Presse

Gruppe Bild
- Referat Bildtechnik
- Referat Bildschriftleitung
- Referat Bildarchiv

Gruppe Rundfunk
- Referat Rundfunktechnik
- Referat Rundfunksendung
- Abschnitt Rußland-Nord
- Abschnitt Rußland-Süd
- Abschnitt Lettland und Lettische Einheiten
- Abschnitt Südost
- Abschnitt West
- Sonderunternehmen Südost
- Kommando Oslo
- Kommando Kopenhagen
- Kommando Frankreich
- Kommando Brüssel
- Kommando Südost
- Kommando Adria

Ersatz-Kompanie
- Ausbildungsgruppe

Gruppe Kampfpropaganda
- 2 × SS-Kampfpropaganda Zug

Sonderunternehmen "Südstern"
- „Skorpion Ost“
- „Skorpion West“ (Ober-Rhein)
- Unternehmen „Wintermärchen“

## Kennzeichnung

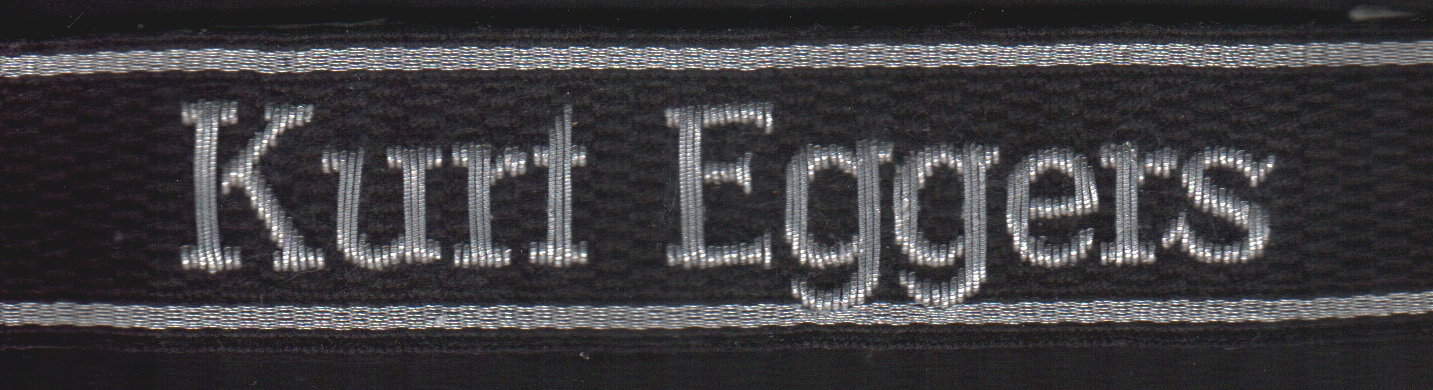
Ärmelstreifen der SS-Standarte Kurt Eggers

Die Soldaten trugen am linken Arm den Ärmelstreifen Kurt Eggers.